# إدوارد بيتش
إدوارد بيتش (1 مارس 1862 في الإمبراطورية الرومانية - 30 مايو 1933) (بالإنجليزية: Edward Beech)‏ هو لاعب كريكت جنوب أفريقي.

## وصلات خارجية
- إدوارد بيتش على موقع إي آس بي آن كريك إنفو (الإنجليزية)